# Френкен, Фриц
Фридрих Вильгельм Фре́нкен (нем. Friedrich Wilhelm Fränken; 15 января 1897, Херрат — 3 июля 1976, Рейдт) — немецкий политик, член КПГ.

## Биография
Слесарь по профессии, в 1920 году вступил в Коммунистическую партию Германии. В 1927 году был избран секретарём парткома в Дюссельдорфе, возглавлял фракцию КПГ в городском собрании Рейдта. В 1925 году возглавил партию в Крефельде и был избран в ландтаг Рейнской провинции. В 1928—1933 годах являлся депутатом прусского ландтага.
В 1924 году был приговорён участковым судом Гладбаха к двум месяцам ареста за нарушение общественного порядка. 8 марта 1933 года Френкена арестовали и держали в концентрационном лагере Зонненбург до 24 декабря 1933 года. Вернулся в Рейдт и работал слесарем. В апреле 1934 года после допроса в гестапо перешёл на нелегальное положение. В 1935 году выехал через Прагу в Москву, где входил в левое крыло руководства КПГ за границей. Под именем Фриц Гольц принял участие в Брюссельской конференции КПГ.
Через Париж Френкен добрался до Испании, где с февраля 1937 года служил политкомиссаром батальона имени Тельмана в 11-й интернациональной бригаде. В том же году был лишён германского гражданства. После тяжёлого ранения и ампутации руки переехал во Францию, где был интернирован в лагерь Верне. Участвовал в движении Сопротивления во Франции. После войны вернулся на родину, занимал должность первого секретаря КПГ в Мёнхенгладбахе.